# Wilga oliwkowogłowa
Wilga oliwkowogłowa (Oriolus melanotis) – gatunek ptaka z rodziny wilgowatych (Oriolidae). Występuje w południowo-wschodniej Azji – na sąsiadujących ze sobą wyspach Timor, Roti i Semau (Indonezja oraz Timor Wschodni).
Systematyka
Jest to gatunek monotypowy. Do niedawna za podgatunek O. melanotis uznawano wilgę szarobrzuchą (O. finschi) z wysp Wetar i Atauro, w oparciu o badania genetyczne wydzielono ją jednak do odrębnego gatunku. Nie wszyscy autorzy zmianę tę już zaakceptowali.
Środowisko
Środowiskiem naturalnym wilgi oliwkowogłowej są lasy namorzynowe oraz suche lasy strefy międzyzwrotnikowej.
Status
Międzynarodowa Unia Ochrony Przyrody (IUCN) dokonała podziału taksonu Oriolus melanotis na dwa odrębne gatunki w 2016 roku; uznaje wilgę oliwkowogłową za gatunek najmniejszej troski (LC, Least Concern). Liczebność populacji nie została oszacowana, ale ptak ten opisywany jest jako zazwyczaj rzadki. Trend liczebności populacji nie jest znany.